# Экснер, Вильгельм Франц
Вильгельм Франц Экснер (нем. Wilhelm Franz Exner; 9 апреля 1840, Гензерндорф, Нижняя Австрия — 25 мая 1931, Вена) — австрийский технолог.

## Биография
Вильгельм Франц Экснер окончил курс в Венском политехническом училище. В 1869 году он организовал вновь учреждённую кафедру инженерного искусства и механической технологии в Лесной академии в Мариенбурге, а в 1875 был назначен в Вене профессором Сельскохозяйственного института. Особенные заслуги оказал он в деле ремесленного образования в качестве правительственного инспектора профессиональных училищ (с 1874) и вице-президента Нижнеавстрийского ремесленного союза. В 1879 годжу принял участие в учреждении ремесленного музея в Вене, директором которого и был назначен. В 1882, 1885 и 1891 годах Экснер избирался в палату депутатов австрийского рейхсрата, где он примыкал к немецко-либеральной партии.
Экснеру посвящена австрийская почтовая марка (1979, 2,5 шиллинга).

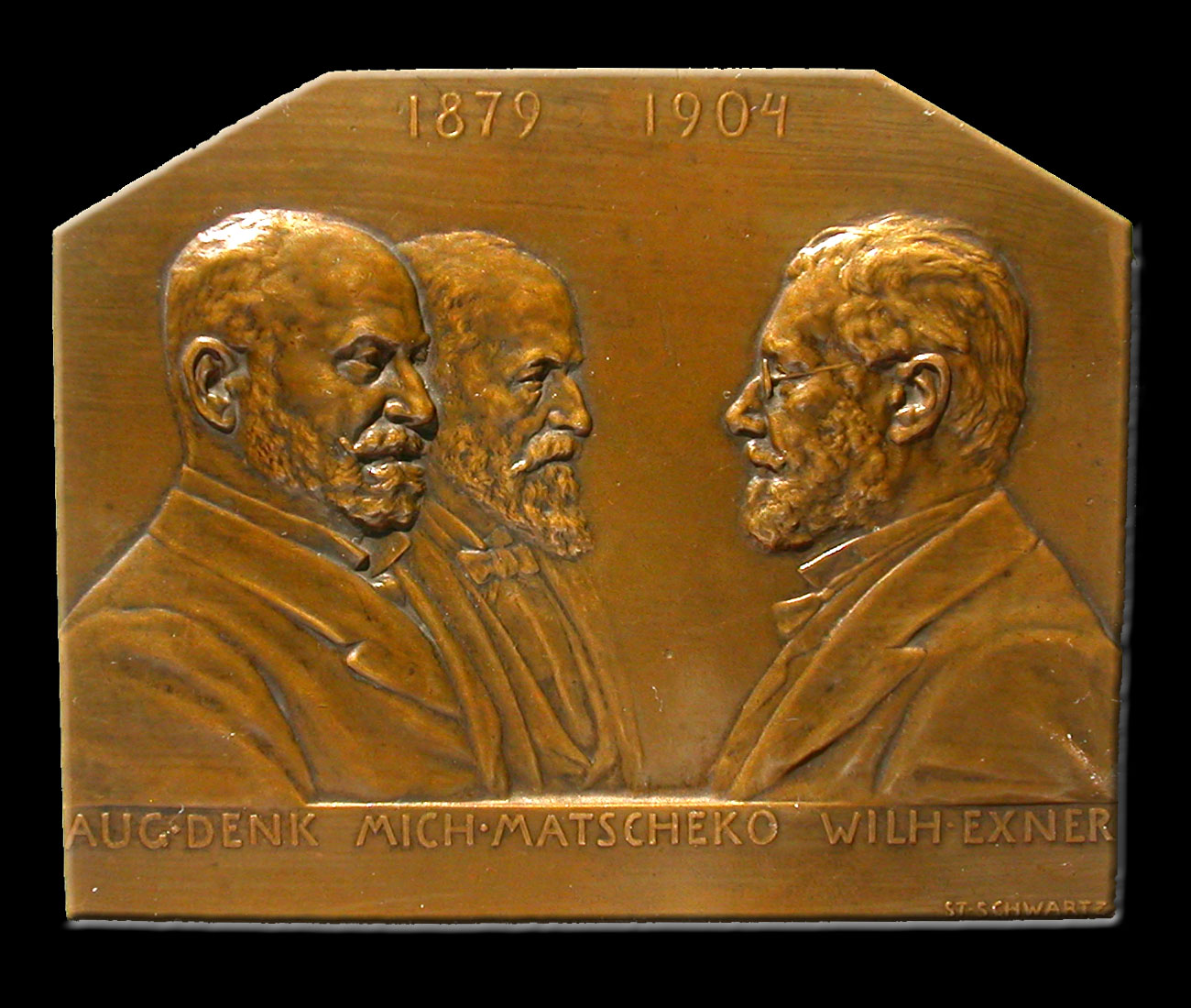
Медаль, посвящённая Денку, Мащеко и Экснеру работы Ш. Шварца
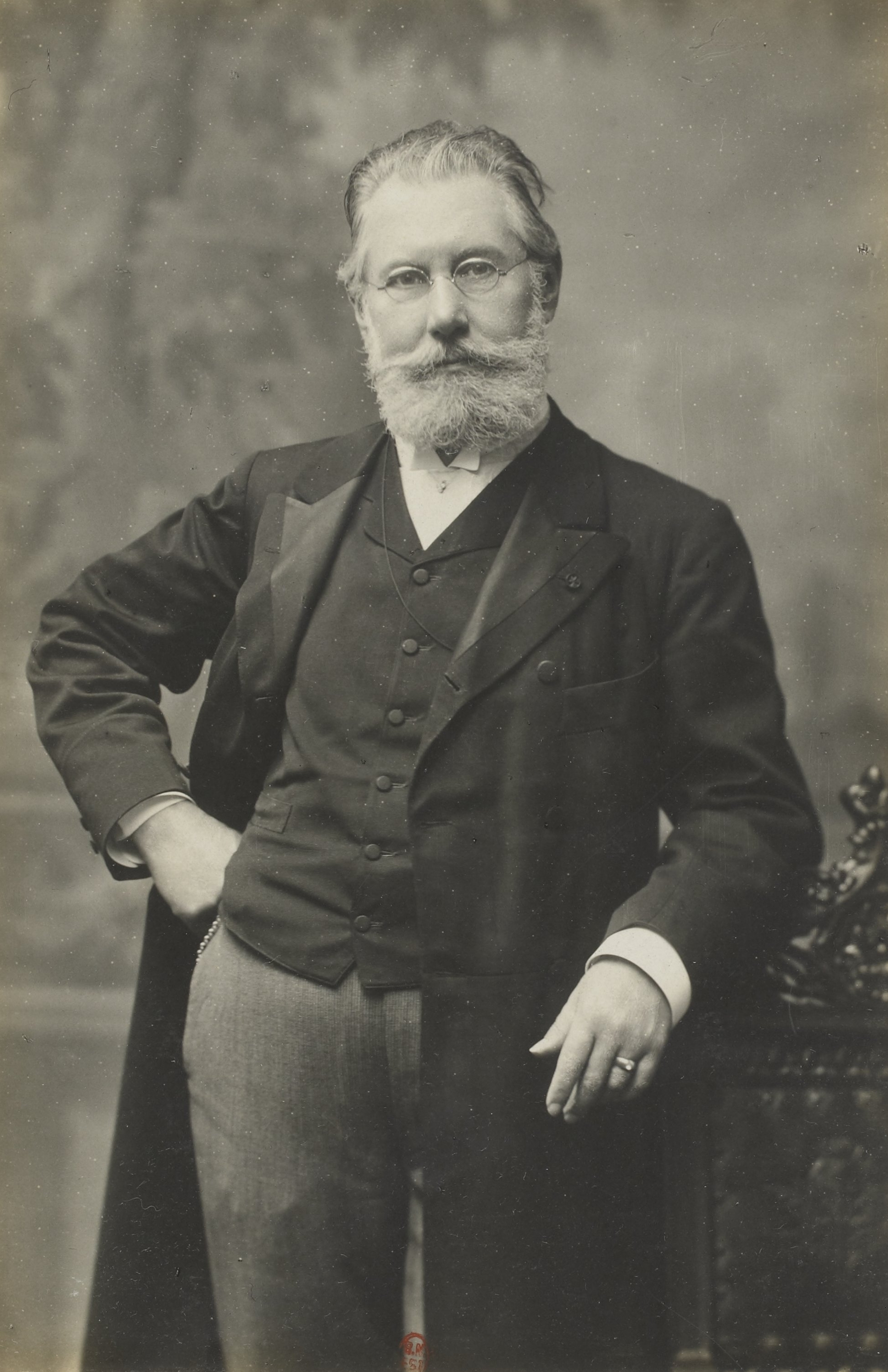
Вильгельм Франц Экснер

## Награды
- Медаль Вильгельма Экснера (1921)

## Публикации
Его главным трудом считается «Werkzeuge und Maschinen zur Holzbearbeitung» (Веймар, 1878—1883), третий том которого обработан им совместно с К. Пфаффом.

### Другие труды
- «Das Holz als Rohstoff für das Kuns tgewerbe» (ib., 1869)
- «Die Tapeten- und Bundpapierindustrie» (ib., 1869)
- «Die Kunsttischlerei» (ib., 1870)
- «Der Aussteller und die Ausstellungen» (2-е изд., ib. 1873)
- «Studien über das Rotbuchenholz» (В., 1875)
- «Holzhandel und Holzindustrie der Ostsee länder» (в сотрудничестве с G. Marchet, Веймар, 1876)
- «Das Biegen des Holzes» (ib., 1876)
- «Die mechanische Hilfsmittel des Steinbildhauers» (В., 1877)
- «Das moderne Transport wesen im Dienste der Land- und Forstwirtschaft» (Веймар, 1877)

### Под его редакцией вышли
- «Beiträge zur Geschichte der Gewerbe und Erfindungen Oesterreichs» (В., 1873)
- «Die Hausindustrie Oesterreichs» (ib., 1890)
- «Mitteilungen des Technologischen Geverbemuseums» (ib., 1888).